# Лозинська Ольга Сергіївна
Лози́нська О́льга Сергі́ївна (10 (23) серпня 1909 , Одеса, Херсонська губернія  — 11 червня 1978 , Київ ) — український радянський архітектор, член Спілки архітекторів України (1935).

## Біографія
Народилася 10 (23) серпня 1909 року в Одесі (тепер Одеська область, Україна), у 1928–1931 роках навчалася на архітектурному факультеті в Одеському будівельному інституті, у 1931–1944 роках працювала в проєктних установах Москви. З 1944 року — архітектор у Київському проектному інституті «Міськбудпроект».

## Творчість
Ольга Лозинська є автором наступних проєктів: житлові будинки в Москві, Новокузнецьку, Фергані, планування забудови міста Кривого Року, робітничих селищ у містах Запоріжжі, Макіївці, Олександрії, Богуславі (1930–1940-і роки), споруда Військової школи в Києві по вулиці Юрія Іллєнка (1933), відбудова житлових будинків у Києві: по вулиці Антоновича, 23, вулиці Пилипа Орлика, 5, житловий будинок по Басейній вулиці, 17 (1956–1958), забудова нового ансамблю центральної площі в Переяславі (у співавторстві, 1954), проєкти детального планування Білої Церкви (1960), Тетієва (1961), реконструкція корпусів Обласної лікарні у Києві (1964), співавтор проєкту станції «Університет» Київського метрополітену (1960) та ін.

## Зображення

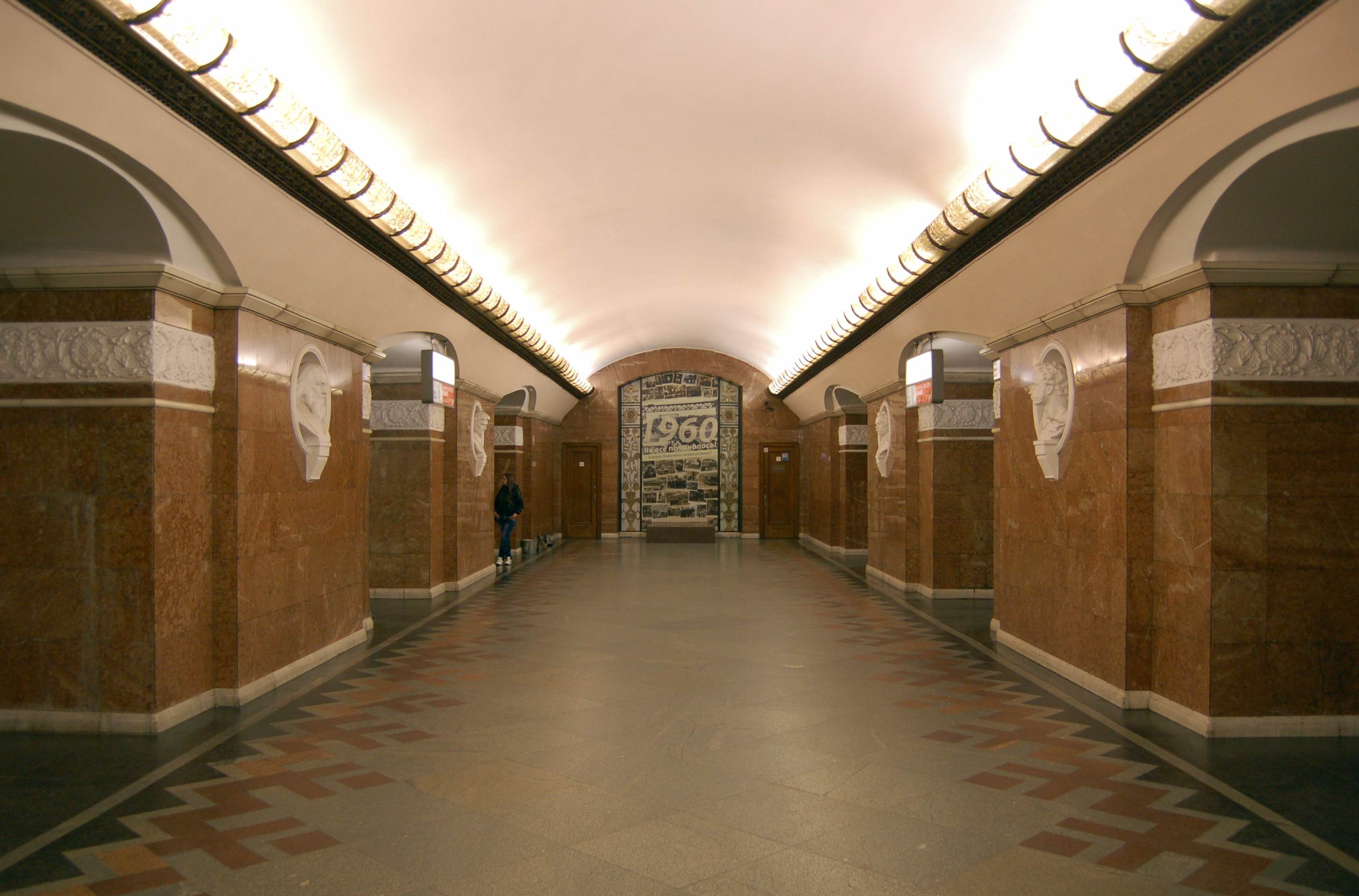
Станція метро «Університет»